# Ruffia
Ruffia är en ort och kommun i provinsen Cuneo i regionen Piemonte i Italien. Kommunen hade 363 invånare (2018).